# Robert Roberthin
Robert Roberthin (Saalfeld, 3 maart 1600 - Koningsbergen, 7 april 1648) was een Duitse dichter uit de baroktijd. Hij schreef ook vaak onder het anagram Berrintho.

## Levensloop
Roberthin werd geboren in Saalfeld (het huidige Poolse Zalewo) als de zoon van een lutherse dominee. In 1616 verhuisde deze met zijn gezin naar Koningsbergen. In 1617 begon Robert Roberthin een rechtenstudie aan de Universiteit van Koningsbergen. Het jaar daarop zette hij zijn studie voort in Leipzig en in 1620 in Straatsburg, waar hij onderdak vond bij de taalkundige Matthias Bernegger (1582-1640). Met Bernegger bleef hij nog jaren corresponderen. Na de dood van zijn vader in 1620 reisde hij in 1621 zonder diploma terug naar Koningsbergen. Daar kreeg hij een betrekking als huisleraar.
In de jaren 1625-1633 maakte hij lange reizen. Hij vertrok met de zoon van zijn patroon. Samen bezochten ze de Republiek der Zeven Verenigde Nederlanden. Daar vond hij een nieuwe patroon, met wie hij naar Engeland trok. Van Engeland reisde hij naar Frankrijk, waar hij verschillende betrekkingen vervulde voor hij in 1630 terugreisde naar Koningsbergen. In hetzelfde jaar vertrok hij alweer met een nieuwe pupil voor een reis door de Republiek, Frankrijk en Italië. In de Republiek raakte hij bevriend met Hugo de Groot, die toen tijdelijk uit ballingschap was teruggekeerd. Ze bleven corresponderen tot De Groots dood in 1645. Roberthin keerde in 1633 terug en trad in het jaar daarop als secretaris in dienst van de Johannieterorde in Sonnenburg (het huidige Słońsk). In 1636 werd hij griffier bij het gerechtshof in Koningsbergen. In 1639 trouwde hij met Ursula Vogt. Roberthin was nu invloedrijk genoeg om in hetzelfde jaar zijn vriend Simon Dach benoemd te krijgen tot hoogleraar in de dichtkunst aan de Albertina-universiteit.
In 1636 stichtte hij samen met een groep vrienden het Gesellschaft der Sterblichkeit Beflissener, een gezelschap dichters en musici die zich bezighielden met het geestelijke lied. De tien à twaalf leden kwamen bijeen in de tuin van Heinrich Albert, de organist van de Dom. Albert kweekte pompoenen, vandaar dat de vriendenkring zich ook wel Kürbishütte (‘pompoenenprieel’) noemde. Latere letterkundigen noemden de groep ook wel Königsberger Dichterkreis (Koningsberger dichterkring). De leden lazen in de tuin hun gedichten voor en musiceerden samen. In 1641 kwam daaraan een eind, toen de gemeentelijke overheid de tuin onteigende omdat ze daar woningen wilde neerzetten. De leden bleven echter contact houden. Bekende leden naast Roberthin en Albert waren de dichter Simon Dach, de kapelmeester Johann Stobäus en de latere hoogleraar Christoph Kaldenbach.
In 1645 werd Roberthin benoemd tot geheimraad van keurvorst Frederik Willem I van Brandenburg-Pruisen en eerste secretaris van de Pruisische regering. In 1648 overleed hij onverwachts aan een beroerte.
Op verzoek van Roberthin schreef Simon Dach al jaren voor zijn dood het lied dat bij zijn begrafenis moest klinken. Heinrich Albert zorgde voor de melodie. Het werd Ich bin ja Herr in deiner Macht, dat nog steeds gezongen wordt in de Duitse Evangelische Kerk.

## Werken
Een van Roberthins vrienden was de Silezische dichter Martin Opitz, die hij in Straatsburg had ontmoet. Zijn eigen gedichten laten de invloed van Opitz zien. Ook Dach en de andere leden van de Kürbishütte hadden grote bewondering voor Opitz. In 1638 bezocht Opitz Koningsbergen en was hij hun gast.
Vermoedelijk is niet alles wat Roberthin schreef bewaard gebleven. Het grootste deel van wat er over is, is te vinden in de acht delen Arien und Melodeien, de liederenbundels van Heinrich Albert, die veel liederen van Roberthins hand op muziek zette. Als naam van de auteur wordt daar doorgaans Berrintho vermeld, Roberthins anagram. Daarnaast zijn ook enkele gelegenheidsgedichten bewaard gebleven, die op één vel papier in een kleine oplaag werden gedrukt.

### Een voorbeeld van Roberthins poëzie
| Origineel | Nederlandse vertaling |
| --- | --- |
| Frühlingslied Er kömmt in seiner Herrlichkeit, der holde Lenz, hernieder und schenket seine Wonnezeit dem Erdenkreise wieder. Er malt die Wolken mit Azur, mit Gold der Wolken Rände, mit Regenbogen Tal und Flur, mit Schmelz die Gartenwände. Er kleidet den entblössten Baum, deckt ihn mit einer Krone, daß unter seinem Schattenraum das Volk der Vögel wohne. Wie preiset ihrer Lieder Schall die Wunder seiner Rechten, die Lerch am Tage, Nachtigall in schauervollen Nächten! Die Fische scherzen in der Flut, die Herden auf der Weide, es schwärmt der Bienen junge Brut auf der beblümten Heide. Der Mensch allein, der Schöpfung Haupt, vergräbet sich in Sorgen, ist immer seiner selbst beraubt, lebt immer nur für morgen. Ihn weckt Auroras güldner Strahl, ihm lacht die Flur vergebens, er wird, nach selbstgemachter Qual, der Henker seines Lebens. Das ohnehin wie ein Gesicht des Morgentraums entfliehet, und vor ein schreckliches Gericht ihn, den Verbrecher, ziehet. | Voorjaarslied Zij daalt in haar heerlijkheid, de liefelijke lente, neer en schenkt haar gelukzalige tijd aan de aardbol weer. Zij kleurt de wolken met azuur, met goud de rand van de wolken, met regenbogen dal en akker, met een waas de tuinmuren. Ze kleedt de ontbladerde boom, dekt hem met een kroon, zodat onder zijn schaduw het volk van de vogels kan wonen. Hoe prijst de klank van hun liederen de wonderen van haar wetten, de leeuwerik overdag, de nachtegaal in nachten vol regen! De vissen maken gekheid in de vloed, de kudden op de wei, het jonge broedsel van de bijen zwermt over de bloeiende heide. Alleen de mens, het hoofd der schepping, begraaft zichzelf onder zijn zorgen, is altijd van zichzelf beroofd, leeft altijd alleen maar voor morgen. Hem wekt Aurora’s gouden straal, hem lacht de akker vergeefs toe, hij wordt, na zelfbedachte kwellingen, de beul van zijn eigen leven. Dat hoe dan ook als een beeld uit een ochtenddroom vervaagt, En voor een akelig gerecht hem als misdadiger daagt. |